# ألبرت توماس
ألبرت توماس (بالفرنسية: Albert Thomas) (و. 1878 – 1932 م) هو سياسي، وعالم اقتصاد، من فرنسا، ولد في شامبيني-سور-مارن، توفي في باريس، عن عمر يناهز 54 عاماً.

## مناصب
تولى منصب نائب فرنسي، ورئيس بلدية.

## التعليم
تعلم في مدرسة الأساتذة العليا.

## روابط خارجية
- ألبرت توماس على موقع الموسوعة البريطانية (الإنجليزية)